# 孔令智
孔令智（1968年—），籍貫台湾台中，汉族，中华人民共和国政治人物、第十二届全国人民代表大会台湾省代表。孔子第七十六代孙。

## 生平
毕业于江苏大学清洁能源专业。加入台湾民主自治同盟。担任长春高新技术产业发展总公司副总经理；全国青联委员，长春市台联会长。2008年起担任全国人大代表。2013年，担任全国人大代表。2018年1月，当选第十三届全国政协委员。